# 大阪府の灯台一覧
大阪府の灯台一覧（おおさかふのとうだいいちらん）は、大阪府にある灯台をまとめた一覧である。

## 灯台
- 大阪灯台 大阪府大阪市（北港南地区南西端）
- 大阪北港北灯台 大阪府大阪港大阪区（北港北地区北端）

## 防波堤灯台
- 深日港東防波堤灯台 大阪府深日港（東防波堤外端）
- 深日港西防波堤灯台 大阪府深日港（西防波堤外端）
- 淡輪港西防波堤灯台 大阪府泉南郡岬町（淡輪港西防波堤外端）
- 淡輪漁港沖防波堤西灯台 大阪府泉南郡岬町（淡輪漁港沖防波堤西端）
- 下荘港西防波堤灯台 大阪府阪南市（下荘港西防波堤外端）
- 大阪府西鳥取港中離岸堤南施設灯 大阪府阪南市（下荘港西防波堤灯台の北東方約2.4キロメートル）
- 大阪府西鳥取港中離岸堤北施設灯 大阪府阪南市（下荘港西防波堤灯台の北東方約2.6キロメートル）
- 大阪府西鳥取港北離岸堤南施設灯 大阪府阪南市（下荘港西防波堤灯台の北東方約2.7キロメートル）
- 大阪府西鳥取港北離岸堤北施設灯 大阪府阪南市（下荘港西防波堤灯台の北東方約2.9キロメートル）
- 和泉尾崎港沖防波堤灯台 大阪府阪南市（尾崎港沖防波堤外端）
- 大阪府樽井船だまりS8防波堤灯台 大阪府泉南市（樽井船だまりS9突堤外端）
- 樽井漁港東突堤灯台 大阪府泉南市（樽井漁港東突堤外端）
- 大阪府樽井船だまりS9突堤灯台 大阪府泉南市（樽井船だまりS9突堤外端）
- 樽井漁港西防波堤灯台 大阪府泉南市（樽井漁港西防波堤外端）
- 大阪府岡田港沖防波堤北灯台 大阪府泉南市（岡田港沖防波堤北端）
- 大阪府岡田港波除堤灯台 大阪府泉南市（岡田港波除堤外端）
- 阪南港泉佐野A防波堤灯台 大阪府阪南港第3区（泉佐野A防波堤外端）
- 佐野漁港沖防波堤北仮設灯台 大阪府阪南港第3区（佐野漁港沖防波堤外端）
- 佐野漁港東防波堤灯台 大阪府阪南港（佐野漁港東防波堤外端）
- 阪南港泉佐野沖防波堤灯台 大阪府阪南港（泉佐野沖防波堤北端）
- 阪南港泉佐野沖防波堤北灯台 大阪府阪南港第3区（泉佐野沖防波堤北東端）
- 関空海上アクセス基地東防波堤灯台 大阪府泉佐野市（関空海上アクセス基地東防波堤外端）
- 関空泉州港海上アクセス基地東防波堤灯台 大阪府泉州港（関空海上アクセス基地東防波堤外端）
- 関西海上アクセス基地東防波堤灯台 大阪府泉佐野市（関空海上アクセス基地東防波堤外端）
- 関空海上アクセス基地西防波堤灯台 大阪府泉佐野市（関空海上アクセス基地西防波堤外端）
- 関空泉州港海上アクセス基地西防波堤灯台 大阪府泉州港（関空海上アクセス基地西防波堤外端）
- 大阪南港外港南防波堤灯台 大阪府大阪港大阪区（大阪南港外港南防波堤北西端）
- 阪南港阪南3区防波堤灯台 大阪府阪南港阪南3区（阪南3区防波堤外端）
- 阪南港岸和田沖防波堤灯台 大阪府阪南港（岸和田沖防波堤西端）
- 阪南港阪南第1区防波堤灯台 大阪府阪南港第2区（阪南阪南第1区防波堤外端）
- 阪南港貝塚防波堤灯台 大阪府阪南港（貝塚防波堤外端）
- 阪南港阪南2区南防波堤灯台 大阪府阪南港（阪南2区南防波堤外端）
- 阪南港北防波堤灯台 大阪府阪南港第2区（北防波堤外端）
- 阪南港岸和田新西防波堤南灯台 大阪府阪南港（新西防波堤南端）
- 阪南港新西防波堤南灯台 大阪府阪南港第2区（新西防波堤南端）
- 阪南港岸和田新東防波堤灯台 大阪府阪南港第1区（岸和田新東防波堤外端）
- 大阪府阪南港阪南2区北防波堤灯台 大阪府阪南港第2区（阪南2区北防波堤外端）
- 阪南港岸和田新西防波堤北灯台 大阪府阪南港（岸和田新西防波堤北端）
- 阪南港新西防波堤北灯台 大阪府阪南港第1区（新西防波堤北端）
- 泉北大津東防波堤灯台 大阪府大阪港堺泉北区（泉北大津東防波堤外端）
- 泉北大津南防波堤灯台 大阪府大阪港堺泉北区（泉北大津南防波堤北端）
- 泉大津沖埋立処分場防波堤灯台 大阪府大阪港堺泉北区（泉大津沖埋立処分場防波堤外端）
- 大阪府石津港南防波堤灯台 大阪府堺市（石津港南防波堤外端）
- 大阪府石津港北防波堤灯台 大阪府堺市（石津港北防波堤外端）
- 堺浜寺北防波堤灯台 大阪府大阪港堺泉北区（堺浜寺北防波堤外端）
- 堺浜寺南防波堤灯台 大阪府大阪港堺泉北区（堺浜寺南防波堤外端）
- 大阪港大和川南防波堤南灯台 大阪府大阪港堺泉北区（大和川南防波堤南端）
- 大阪港大和川南防波堤北灯台 大阪府大阪港堺泉北区（大和川南防波堤北西端）
- 大阪港大和川北防波堤灯台 大阪府大阪港大阪区（大和川北防波堤外端）
- 大阪南港沖防波堤灯台 大阪府大阪港大阪区（大阪南港沖防波堤外端）
- 大阪南港南防波堤灯台 大阪府大阪港大阪区（大阪南港南防波堤外端）
- 大阪南港外港北防波堤灯台 大阪府大阪港大阪区（大阪南港外港北防波堤南西端）
- 大阪南港北防波堤灯台 大阪府大阪港大阪区（大阪南港北防波堤外端）
- 大阪南防波堤灯台 大阪府大阪港大阪区（南防波堤外端）
- 大阪北防波堤灯台 大阪府大阪港大阪区（北防波堤外端）
- 大阪北防波堤南灯台 大阪府大阪港大阪区（北防波堤南端）
- 大阪北港口防波堤灯台 大阪府大阪港大阪区（北港口東側）
- 大阪常吉防波堤灯台 大阪府大阪港大阪区（常吉防波堤外端）

## 灯浮標
- 深日港第2号灯浮標 大阪府深日港内（深日港西防波堤灯台の北西方約550メートル）
- 深日港第1号灯浮標 大阪府深日港内（深日港西防波堤灯台の北方約770メートル）
- 大阪府淡輪港第2号灯浮標 大阪府淡輪港内（淡輪港西防波堤灯台の北北東方約470メートル）
- 大阪府淡輪港第1号灯浮標 大阪府淡輪港内（淡輪港西防波堤灯台の北東方約620メートル）
- 大阪府淡輪港口第2号灯浮標 淡輪港西防波堤灯台（大阪府泉南郡岬町）の北北西方約860メートル
- 大阪府淡輪港口第1号灯浮標 淡輪港西防波堤灯台（大阪府泉南郡岬町）の北方約890メートル
- 泉佐野航路第4号灯浮標 大阪府阪南港内（阪南港泉佐野沖防波堤灯台の北方約1.2キロメートル）
- 泉佐野航路第3号灯浮標 大阪府阪南港第3区（阪南港泉佐野沖防波堤北灯台の北方約1.2キロメートル）
- 泉佐野航路第1号灯浮標 大阪府阪南港内（阪南港泉佐野沖防波堤灯台の北方約2.2キロメートル）
- 泉佐野航路第2号灯浮標 大阪府阪南港内（阪南港泉佐野沖防波堤灯台の北方約2.3キロメートル）
- 阪南港岸和田航路第6号灯浮標 大阪府阪南港第1区内（阪南港岸和田新西防波堤北灯台の北方約930メートル）
- 阪南港岸和田航路第3号灯浮標 大阪府阪南港第1区内（阪南港岸和田新西防波堤北灯台の北北東方約1.2キロメートル）
- 阪南港岸和田航路第4号灯浮標 大阪府阪南港第1区内（阪南港岸和田新西防波堤北灯台の北方約1.2キロメートル）
- 岸和田航路第2号灯浮標 大阪府阪南港第1区内（阪南港岸和田新西防波堤北灯台の北方約1.4キロメートル)
- 阪南港岸和田航路第2号灯浮標 大阪府阪南港第1区内（阪南港岸和田新西防波堤北灯台の北北西方約2.3キロメートル）
- 阪南港岸和田航路第1号灯浮標 大阪府阪南港第1区内（阪南港岸和田新西防波堤北灯台の北方約2.4キロメートル）
- 泉北大津南第5号灯浮標 大阪府大阪港堺泉北区（泉北大津南防波堤灯台の東北東方約300メートル）
- 泉北南第6号灯浮標 大阪府大阪港堺泉北区内（堺浜寺南防波堤灯台の南南西方約2.6キロメートル）
- 泉北南第5号灯浮標 大阪府大阪港堺泉北区内（堺浜寺南防波堤灯台の南南西方約2.3キロメートル）
- 泉北大津南第4号灯浮標 大阪府大阪港堺泉北区内（泉北大津南防波堤灯台の北北西方約900メートル）
- 泉北南第2号灯浮標 大阪府大阪港泉北区（堺浜寺南防波堤灯台の西方約2.7キロメートル）
- 泉北大津南第3号灯浮標 大阪府大阪港堺泉北区（泉北大津南防波堤灯台の北方約1.0キロメートル）
- 泉北大津南第2号灯浮標 大阪府大阪港堺泉北区内（泉北大津南防波堤灯台の北西方約1.9キロメートル）
- 泉北南第1号灯浮標 大阪府大阪港堺泉北区内（堺浜寺南防波堤灯台の南西方約2.0キロメートル）
- 泉北大津南第1号灯浮標 大阪府大阪港堺泉北区内（泉北大津南防波堤灯台の北北西方約1.9キロメートル）
- 泉北南第4号灯浮標 大阪府大阪港堺泉北区内（堺浜寺南防波堤灯台の西南西方約2.4キロメートル）
- 泉北南第3号灯浮標 大阪府大阪港堺泉北区内（堺浜寺南防波堤灯台の西南西方約2.1キロメートル）
- 浜寺航路第10号灯浮標 大阪府大阪港堺泉北区内（堺浜寺南防波堤灯台の西方約2.6キロメートル）
- 浜寺航路第2号灯浮標 大阪府大阪港堺泉北区内（堺浜寺南防波堤灯台の西方約6.9キロメートル）
- 浜寺航路第8号灯浮標 大阪府大阪港堺泉北区内（堺浜寺南防波堤灯台の西方約3.5キロメートル）
- 浜寺航路第11号灯浮標 大阪府大阪港堺泉北区内（堺浜寺南防波堤灯台の西方約1.8キロメートル）
- 浜寺航路第1号灯浮標 大阪府大阪港堺泉北区内（堺浜寺南防波堤灯台の西方約6.9キロメートル）
- 浜寺航路第3号灯浮標 大阪府大阪港堺泉北区内（堺浜寺南防波堤灯台の西方約5.8キロメートル）
- 浜寺航路第7号灯浮標 大阪府大阪港境泉北区内（境浜寺南防波堤灯台の西方約3.7キロメートル）
- 浜寺航路第9号灯浮標 大阪府大阪港堺泉北区内（堺浜寺南防波堤灯台の西方約2.6キロメートル）
- 浜寺航路第12号灯浮標 大阪府大阪港堺泉北区（堺浜寺南防波堤灯台の西方約1.5キロメートル）
- 浜寺航路第4号灯浮標 大阪府大阪港堺泉北区（堺浜寺南防波堤灯台の西方約5.8キロメートル）
- 堺航路第15号灯浮標 大阪府大阪港堺泉北区内（堺信号所の東方約1.2キロメートル）
- 堺航路第14号灯浮標 大阪府大阪港堺泉北区内（堺信号所の西北西方約280メートル）
- 堺南航路第14号灯浮標 大阪府大阪港堺泉北区内（堺信号所の北西方約280メートル）
- 堺航路第13号灯浮標 大阪府大阪港堺泉北区内（堺信号所の北北西方約360メートル）
- 堺航路第12号灯浮標 大阪府大阪港堺泉北区内（堺信号所の西北西方約1.2キロメートル）
- 堺航路第11号灯浮標 大阪府大阪港堺泉北区内（堺信号所の北西方約1.2キロメートル）
- 堺航路第10号灯浮標 大阪府大阪港堺泉北区内（堺信号所の西北西方約2.5キロメートル）
- 堺航路第9号灯浮標 大阪府大阪港堺泉北区内（堺信号所の北西方約2.6キロメートル）
- 堺南航路第9号灯浮標 大阪府大阪港堺泉北区内（堺信号所の北西方約2.6キロメートル）
- 堺航路第8号灯浮標 大阪府大阪港堺泉北区内（堺信号所の西北西方約3.4キロメートル）
- 堺航路第2号灯浮標 大阪府大阪港堺泉北区内（堺信号所の西北西方約5.3キロメートル）
- 堺航路第4号灯浮標 大阪府大阪港堺泉北区内（堺信号所の西北西方約4.4キロメートル）
- 堺航路第6号灯浮標 大阪府大阪港堺泉北区内（堺信号所の西北西方約3.7キロメートル）
- 堺南航路第8号灯浮標 大阪府大阪港堺泉北区内（堺信号所の西北西方約3.6キロメートル）
- 堺航路第1号灯浮標 大阪府大阪港堺泉北区内（堺信号所の西北西方約5.4キロメートル）
- 堺航路第3号灯浮標 大阪府大阪港堺泉北区内（堺信号所の西北西方約4.6キロメートル）
- 堺航路第7号灯浮標 大阪府大阪港堺泉北区内（堺信号所の北西方約3.7キロメートル）
- 堺南航路第7号灯浮標 大阪府大阪港大阪区内（大阪港大和川南防波堤北灯台の北北東方の約600メートル）
- 大阪港灯浮標 大阪府大阪港堺泉北区（大阪灯台の南西方約5.5キロメートル）
- 堺南航路第6号灯浮標 大阪府大阪港大阪区内（大阪港大和川南防波堤北灯台の北西方約1.0キロメートル）
- 大阪新島埋立区域南第2号灯浮標 大阪府大阪港大阪区内（大阪南港南防波堤灯台の西南西方約3.5キロメートル）
- 堺南航路第4号灯浮標 大阪府大阪港大阪区内（大阪港大和川南防波堤北灯台の北西方約2.3キロメートル）
- 堺南航路第3号灯浮標 大阪府大阪港大阪区内（大阪港大和川南防波堤北灯台の北西方約2.4キロメートル）
- 堺南航路第2号灯浮標 大阪府大阪港大阪区内（大阪港大和川南防波堤北灯台の北西方約3.4キロメートル）
- 大阪新島埋立区域南第4号灯浮標 大阪府大阪港大阪区内（大阪南港南防波堤灯台の西南西方約2.3キロメートル）
- 大阪南港第4号灯浮標 大阪府大阪港大阪区内（大阪南港外港南防波堤灯台の南東方約1.0キロメートル）
- 堺南航路第1号灯浮標 大阪府大阪港大阪区内（大阪港大和川南防波堤北灯台の北西方約3.4キロメートル）
- 大阪南港第2号灯浮標 大阪府大阪港大阪区内（大阪南港南防波堤灯台の西方約1.1キロメートル）
- 大阪第2号灯浮標 大阪府大阪港大阪区内（大阪南港南防波堤灯台の北北西方約710メートル）
- 大阪第1号灯浮標 大阪府大阪港大阪区内（大阪南港南防波堤灯台の北北西方約1.3キロメートル）
- 大阪北港第2号灯浮標 大阪府大阪港大阪区（大阪北港南防波堤灯台の西北西方約2.5キロメートル）
- 大阪北港第1号灯浮標 大阪府大阪港大阪区（大阪北港南防波堤灯台の西北西方約2.5キロメートル）
- 中島川第4号灯浮標 大阪府大阪港大阪区内（大阪北港北灯台の西北西方約960メートル）
- 中島川第3号灯浮標 大阪府大阪港大阪区内（大阪北港北灯台の北西方約1.1キロメートル）
- 中島川第6号灯浮標 大阪府大阪港大阪区（大阪北港北灯台の北北西方約1.3キロメートル）

## 灯標
- 大阪府関西国際空港沖B灯標 関空泉州港海上アクセス基地西防波堤灯台（大阪府泉佐野市）の南南西方約5.0キロメートル
- 大阪府泉州沖空港島E灯標 阪南港泉佐野沖防波堤灯台（大阪府泉佐野市）の西南西方約8.8キロメートル
- 大阪府関西国際空港沖G灯標 関空泉州港海上アクセス基地西防波堤灯台（大阪府泉佐野市）の南南西方約5.0キロメートル
- 大阪府関西国際空港沖A灯標 関空泉州港海上アクセス基地西防波堤灯台（大阪府泉佐野市）の南西方約4.8キロメートル
- 大阪府関西国際空港沖I灯標 関空泉州港海上アクセス基地西防波堤灯台（大阪府泉佐野市）の南西方約5.7キロメートル
- 大阪府関西国際空港沖H灯標 関空泉州港海上アクセス基地西防波堤灯台（大阪府泉佐野市）の南西方約4.8キロメートル
- 関空泉州沖連絡橋南西方灯標 阪南港泉佐野沖防波堤灯台（大阪府泉佐野市）の西南西方約4.1キロメートル
- 大阪府泉州沖空港島A灯標 阪南港泉佐野沖防波堤灯台（大阪府泉佐野市）の西方約9.7キロメートル
- 佐野漁港沖防波堤北仮設灯標 大阪府阪南港第3区内（佐野漁港東防波堤灯台の北西方約79メートル）
- 大阪府関西国際空港沖C灯標 関空泉州港海上アクセス基地西防波堤灯台（大阪府泉佐野市）の南西方約2.0キロメートル
- 関空泉州沖連絡橋北東方灯標 阪南港泉佐野沖防波堤灯台（大阪府泉佐野市）の西南西方約3.3キロメートル
- 大阪府佐野港灯標 大阪府阪南港第3区内（阪南港泉佐野沖防波堤灯台の南東方約970メートル）
- 大阪府関西国際空港沖F灯標 関空泉州港海上アクセス基地西防波堤灯台（大阪府泉佐野市）の南西方約2.0キロメートル
- 大阪府関西国際空港沖D灯標 関空泉州港海上アクセス基地西防波堤灯台（大阪府泉佐野市）の南東方約1.5キロメートル
- 大阪府泉州沖空港島D灯標 阪南港泉佐野沖防波堤灯台（大阪府泉佐野市）の西方約4.3キロメートル
- 大阪府泉州沖空港島B灯標 阪南港泉佐野沖防波堤灯台（大阪府泉佐野市）の西方約7.5キロメートル
- 大阪府関西国際空港沖E灯標 関空泉州港海上アクセス基地西防波堤灯台（大阪府泉佐野市）の南東方約1.5キロメートル
- 関空海上アクセス基地第1号仮設灯標 阪南港泉佐野沖防波堤灯台（大阪府泉佐野市）の西北西方約5.1キロメートル
- 関空海上アクセス基地第2号仮設灯標 阪南港泉佐野沖防波堤灯台（大阪府泉佐野市）の西北西方約5.4キロメートル
- 関空泉州港北泊地沖灯標 阪南港泉佐野沖防波堤北灯台（大阪府泉佐野市）の西北西方約5.4キロメートル
- 大阪府泉州沖空港島C灯標 阪南港泉佐野沖防波堤灯台（大阪府泉佐野市）の西北西方約5.9キロメートル
- 浜寺航路第2号灯標 大阪府大阪港堺泉北区（堺浜寺南防波堤灯台の西方約6.9キロメートル）
- 浜寺航路第4号灯標 大阪府大阪港堺泉北区（堺浜寺南防波堤灯台の西方約5.3キロメートル）
- 浜寺航路第6号灯標 大阪府大阪港堺泉北区（堺浜寺南防波堤灯台の西方約3.5キロメートル）
- 浜寺航路第8号灯標 大阪府大阪港堺泉北区（堺浜寺南防波堤灯台の西方約3.5キロメートル）
- 浜寺航路第10号灯標 大阪府大阪港堺泉北区（堺浜寺南防波堤灯台の西方約2.6キロメートル）
- 浜寺航路第12号灯標 大阪府大阪港堺泉北区（堺浜寺南防波堤灯台の西方約1.5キロメートル）
- 浜寺航路第1号灯標 大阪府大阪港堺泉北区（堺浜寺南防波堤灯台の西方約6.9キロメートル）
- 浜寺航路第3号灯標 大阪府大阪港堺泉北区（堺浜寺南防波堤灯台の西方約5.3キロメートル）
- 浜寺航路第5号灯標 大阪府大阪港堺泉北区（堺浜寺南防波堤灯台の西方約3.7キロメートル）
- 浜寺航路第7号灯標 大阪府大阪港堺泉北区（堺浜寺南防波堤灯台の西方約3.7キロメートル）
- 浜寺航路第9号灯標 大阪府大阪港堺泉北区（堺浜寺南防波堤灯台の西方約2.6キロメートル）
- 浜寺航路第11号灯標 大阪府大阪港堺泉北区（堺浜寺南防波堤灯台の西方約1.8キロメートル）
- 大阪灯標 阪神港堺泉北区（大阪灯台の南西方約5.5キロメートル）
- 大阪新島埋立区域X灯標 大阪府大阪港大阪区内（大阪灯台の南西方約4.5キロメートル）
- 大阪新島埋立区域W灯標 大阪府大阪港大阪区内（大阪灯台の南西方約4.2キロメートル）
- 大阪新島埋立区域Y灯標 大阪府大阪港大阪区内（大阪灯台の南西方約4.4キロメートル）
- 大阪新島埋立区域V灯標 大阪府大阪港大阪区内（大阪灯台の南西方約3.9キロメートル）
- 大阪新島埋立区域Z灯標 大阪府大阪港大阪区内（大阪灯台の南西方約4.3キロメートル）
- 大阪新島埋立区域U灯標 大阪府大阪港大阪区内（大阪灯台の南西方約3.5キロメートル）
- 大阪新島埋立区域A灯標 大阪府大阪港大阪区内（大阪灯台の南西方約4.3キロメートル）
- 大阪新島埋立区域V灯標 大阪府大阪港大阪区（大阪灯台の南西方約3.9キロメートル）
- 大阪新島埋立区域T灯標 大阪府大阪港大阪区内（大阪灯台の南西方約3.2キロメートル）
- 大阪新島埋立区域B灯標 大阪府大阪港大阪区内（大阪灯台の南西方約4.0キロメートル）
- 大阪新島埋立区域S灯標 大阪府大阪港大阪区内（大阪灯台の南西方約2.9キロメートル）
- 大阪新島埋立区域C灯標 大阪府大阪港大阪区内（大阪灯台の南西方約3.7キロメートル）
- 大阪新島埋立区域R灯標 大阪府大阪港大阪区内（大阪灯台の南西方約2.5キロメートル）
- 大阪新島埋立区域D灯標 大阪府大阪港大阪区内（大阪灯台の西南西方約3.4キロメートル）
- 大阪新島埋立区域O灯標 大阪府大阪港大阪区内（大阪灯台の南西方約2.3キロメートル）
- 大阪新島埋立区域Q灯標 大阪府大阪港大阪区内（大阪灯台の南西方約2.2キロメートル）
- 大阪新島埋立区域N灯標 大阪府大阪港大阪区内（大阪灯台の南西方約2.3キロメートル）
- 大阪新島埋立区域E灯標 大阪府大阪港大阪区内（大阪灯台の西南西方約3.1キロメートル）
- 大阪新島埋立区域M灯標 大阪府大阪港大阪区内（大阪灯台の南西方約2.3キロメートル）
- 大阪新島埋立区域P灯標 大阪府大阪港大阪区内（大阪灯台の南西方約1.9キロメートル）
- 大阪新島埋立区域F灯標 大阪府大阪港大阪区内（大阪灯台の西南西方約2.8キロメートル）
- 大阪新島埋立区域L灯標 大阪府大阪港大阪区内（大阪灯台の西南西方約2.3キロメートル）
- 大阪新島埋立区域K灯標 大阪府大阪港大阪区内（大阪灯台の西南西方約2.4キロメートル）
- 大阪新島埋立区域G灯標 大阪府大阪港大阪区内（大阪灯台の西南西方約2.5キロメートル）
- 大阪新島埋立区域J灯標 大阪府大阪港大阪区内（大阪灯台の西南西方約2.4キロメートル）
- 大阪新島埋立区域H灯標 大阪府大阪港大阪区内（大阪灯台の西南西方約2.2キロメートル）
- 大阪新島埋立区域I灯標 大阪府大阪港大阪区内（大阪灯台の西南西方約2.0キロメートル）
- 大阪市大阪北港南A灯標 　大阪府大阪港大阪区内（大阪北防波堤灯台の西南西方約650メートル）
- 大阪市大阪北港南D灯標 大阪府大阪港大阪区内（大阪北防波堤灯台の西南西方約140メートル）
- 大阪市大阪北港南E灯標 大阪府大阪港大阪区内（大阪北防波堤灯台の北方約60メートル）
- 大阪市大阪北港南F灯標 大阪府大阪港大阪区内（大阪北防波堤灯台の東北東方約150メートル）
- 大阪市大阪北港南G灯標 大阪府大阪港大阪区内（大阪北防波堤灯台の北東方約280メートル）
- 大阪市大阪北港南B灯標 大阪府大阪港大阪区（大阪灯台の東方約1.4キロメートル）
- 大阪市大阪北港南U灯標 大阪府大阪港大阪区（大阪北防波堤灯台の北東方約440メートル）
- 大阪市大阪北港南C灯標 大阪府大阪港大阪区（大阪灯台の東方約1.7キロメートル）
- 大阪市大阪北港南J灯標 大阪府大阪港大阪区内（大阪北防波堤灯台の北東方約770メートル）
- 大阪市大阪北港南K灯標 大阪府大阪港大阪区内（大阪北防波堤灯台の東北東方約930メートル）
- 大阪市大阪北港南L灯標 大阪府大阪港大阪区内（大阪北防波堤灯台の東北東方約1.1キロメートル）
- 大阪市大阪北港南V灯標 大阪府大阪港大阪区（大阪北防波堤灯台の北北東方約620メートル）
- 大阪市大阪北港南H灯標 大阪府大阪港大阪区（大阪北防波堤南灯台の北東方約440メートル）
- 大阪市大阪北港南I灯標 大阪府大阪港大阪区（大阪北防波堤南灯台の北北東方約620メートル）

## 橋梁灯
- 安治川橋梁橋梁灯（C1灯） 大阪府大阪港大阪区内（大阪北海岸通り船だまり波除堤北灯台の北東方約740メートル）
- 安治川橋梁橋梁灯（C2灯） 大阪府大阪港大阪区内（大阪北海岸通り船だまり波除堤北灯台の北東方約770メートル）
- 安治川橋梁橋梁灯（L1灯） 安治川橋梁橋梁灯（C1灯）の北西方約66メートル
- 安治川橋梁橋梁灯（L2灯） 安治川橋梁橋梁灯（C2灯）の北西方約66メートル
- 安治川橋梁橋梁灯（P2灯） 安治川橋梁橋梁灯（C2灯）の南東方約150メートル
- 安治川橋梁橋梁灯（R1灯） 安治川橋梁橋梁灯（C1灯）の南東方約66メートル
- 安治川橋梁橋梁灯（R2灯） 安治川橋梁橋梁灯（C2灯）の南東方約66メートル
- 関空泉州沖連絡橋橋梁灯（C2灯） 阪南港泉佐野沖防波堤灯台（大阪府泉佐野市）の西南西方約3.8キロメートル
- 関空泉州沖連絡橋橋梁灯（C3灯） 阪南港泉佐野沖防波堤灯台（大阪府泉佐野市）の西南西方約3.7キロメートル
- 関空泉州沖連絡橋橋梁灯（L2灯） 関空泉州沖連絡橋橋梁灯（C2灯）の北西方約66メートル
- 関空泉州沖連絡橋橋梁灯（L3灯） 関空泉州沖連絡橋橋梁灯（C3灯）の北西方約57メートル
- 関空泉州沖連絡橋橋梁灯（P10灯） 関空泉州沖連絡橋橋梁灯（C2灯）の南東方約77メートル
- 関空泉州沖連絡橋橋梁灯（P11灯） 関空泉州沖連絡橋橋梁灯（C3灯）の北西方約73メートル
- 関空泉州沖連絡橋橋梁灯（P12灯） 関空泉州沖連絡橋橋喫灯（C2灯）の南東方約220メートル
- 関空泉州沖連絡橋橋梁灯（P13灯） 関空泉州沖連絡橋橋梁灯（C3灯）の南東方約77メートル
- 関空泉州沖連絡橋橋梁灯（P14灯） 関空泉州沖連絡橋橋梁灯（C2灯）の南東方約370メートル
- 関空泉州沖連絡橋橋梁灯（P15灯） 関空泉州沖連絡橋橋梁灯（C3灯）の北西方約220メートル
- 関空泉州沖連絡橋橋梁灯（P16灯） 関空泉州沖連絡橋橋梁灯（C2灯）の南東方約77メートル
- 関空泉州沖連絡橋橋梁灯（P17灯） 関空泉州沖連絡橋橋梁灯（C3灯）の北西方約73メートル
- 関空泉州沖連絡橋橋梁灯（P18灯） 関空泉州沖連絡橋橋梁灯（C2灯）の南東方約220メートル
- 関空泉州沖連絡橋橋梁灯（P19灯） 関空泉州沖連絡橋橋梁灯（C3灯）の南東方約77メートル
- 関空泉州沖連絡橋橋梁灯（P1灯） 関空泉州沖連絡橋橋梁灯（C3灯）の北西方約820メートル
- 関空泉州沖連絡橋橋梁灯（P20灯） 関空泉州沖連絡橋橋梁灯（C2灯）の南東方約370メートル
- 関空泉州沖連絡橋橋梁灯（P21灯） 関空泉州沖連絡橋橋梁灯（C3灯）の北西方約73メートル
- 関空泉州沖連絡橋橋梁灯（P22灯） 関空泉州沖連絡橋橋梁灯（C2灯）の南東方約220メートル
- 関空泉州沖連絡橋橋梁灯（P23灯） 関空泉州沖連絡橋橋梁灯（C3灯）の南東方約77メートル
- 関空泉州沖連絡橋橋梁灯（P24灯） 関空泉州沖連絡橋橋梁灯（C2灯）の南東方約370メートル
- 関空泉州沖連絡橋橋梁灯（P25灯） 関空泉州沖連絡橋橋梁灯（C3灯）の南東方約1.1キロメートル
- 関空泉州沖連絡橋橋梁灯（P26灯） 関空泉州沖連絡橋橋梁灯（C2灯）の南東方約1.4キロメートル
- 関空泉州沖連絡橋橋梁灯（P27灯） 関空泉州沖連絡橋橋梁灯（C3灯）の南東方約1.3キロメートル
- 関空泉州沖連絡橋橋梁灯（P28灯） 関空泉州沖逗絡橋橋梁灯（C2灯）の南東方約1.6キロメートル
- 関空泉州沖連絡橋橋梁灯（P29灯） 関空泉州沖連絡橋橋梁灯（C3灯）の南東方約1.4キロメートル
- 関空泉州沖連絡橋橋梁灯（P2灯） 関空泉州沖連絡橋橋梁灯（C2灯）の北西方約530メートル
- 関空泉州沖連絡橋橋梁灯（P30灯） 関空泉州沖連絡橋橋梁灯（C2灯）の南東方約1.7キロメートル
- 関空泉州沖連絡橋橋梁灯（P31灯） 関空泉州沖連絡橋橋梁灯（C3灯）の南東方約680メートル
- 関空泉州沖連絡橋橋梁灯（P32灯） 関空泉州沖連絡橋橋梁灯（C2灯）の南東方約970メートル
- 関空泉州沖連絡橋橋梁灯（P33灯） 関空泉州沖連絡橋橋梁灯（C3灯）の南東方約830メートル
- 関空泉州沖連絡橋橋梁灯（P34灯） 関空泉州沖連絡橋橋梁灯（C2灯）の南東方約1.1キロメートル
- 関空泉州沖連絡橋橋梁灯（P35灯） 関空泉州沖連絡橋橋梁灯（C3灯）の南東方約980メートル
- 関空泉州沖連絡橋橋梁灯（P36灯） 関空泉州沖連絡橋橋梁灯（C2灯）の南東方約1.3キロメートル
- 関空泉州沖連絡橋橋梁灯（P37灯） 関空泉州沖連絡橋橋梁灯（C3灯）の南東方約1.1キロメートル
- 関空泉州沖連絡橋橋梁灯（P38灯） 関空泉州沖連絡橋橋梁灯（C2灯）の南東方約1.4キロメートル
- 関空泉州沖連絡橋橋梁灯（P39灯） 関空泉州沖連絡橋橋梁灯（C3灯）の南東方約1.3キロメートル
- 関空泉州沖連絡橋橋梁灯（P3灯） 関空泉州沖連絡橋橋梁灯（C3灯）の北西方約670メートル
- 関空泉州沖連絡橋橋梁灯（P40灯） 関空泉州沖連絡橋橋梁灯（C2灯）の南東方約1.6キロメートル
- 関空泉州沖連絡橋橋梁灯（P41灯） 関空泉州沖連絡橋橋梁灯（C3灯）の南東方約1.4キロメートル
- 関空泉州沖連絡橋橋梁灯（P42灯） 関空泉州沖連絡橋橋梁灯（C2灯）の南東方約1.7キロメートル
- 関空泉州沖連絡橋橋梁灯（P43灯） 関空泉州沖連絡橋橋梁灯（C3灯）の南東方約1.5キロメートル
- 関空泉州沖連絡橋橋梁灯（P44灯） 関空泉州沖連絡橋橋梁灯（C2灯）の南東方約1.8キロメートル
- 関空泉州沖連絡橋橋梁灯（P45灯） 関空泉州沖連絡橋橋梁灯（C3灯）の南東方約1.1キロメートル
- 関空泉州沖連絡橋橋梁灯（P46灯） 関空泉州沖連絡橋橋梁灯（C2灯）の南東方約1.4キロメートル
- 関空泉州沖連絡橋橋梁灯（P47灯） 関空泉州沖連絡橋橋梁灯（C3灯）の南東方約1.3キロメートル
- 関空泉州沖連絡橋橋梁灯（P48灯） 関空泉州沖連絡橋橋梁灯（C2灯）の南東方約1.6キロメートル
- 関空泉州沖連絡橋橋梁灯（P49灯） 関空泉州沖連絡橋橋梁灯（C3灯）の南東方約1.4キロメートル
- 関空泉州沖連絡橋橋梁灯（P4灯） 関空泉州沖連絡橋橋梁灯（C2灯）の北西方約380メートル
- 関空泉州沖連絡橋橋梁灯（P50灯） 関空泉州沖連絡橋橋梁灯（C2灯）の南東方約1.7キロメートル
- 関空泉州沖連絡橋橋梁灯（P51灯） 関空泉州沖連絡橋橋梁灯（C3灯）の南東方約1.5キロメートル
- 関空泉州沖連絡橋橋梁灯（P52灯） 関空泉州沖連絡橋橋梁灯（C2灯）の南東方約1.8キロメートル
- 関空泉州沖連絡橋橋梁灯（P53灯） 関空泉州沖連絡橋橋梁灯（C3灯）の南東方約1.5キロメートル
- 関空泉州沖連絡橋橋梁灯（P54灯） 関空泉州沖連絡橋橋梁灯（C2灯）の南東方約1.8キロメートル
- 関空泉州沖連絡橋橋梁灯（P55灯） 関空泉州沖連絡橋橋梁灯（C3灯）の南東方約1.6キロメートル
- 関空泉州沖連絡橋橋梁灯（P56灯） 関空泉州沖連絡橋橋梁灯（C2灯）の南東方約1.9キロメートル
- 関空泉州沖連絡橋橋梁灯（P57灯） 関空泉州沖連絡橋橋梁灯（C3灯）の南東方約1.7キロメートル
- 関空泉州沖連絡橋橋梁灯（P58灯） 関空泉州沖連絡橋橋梁灯（C2灯）の南東方約2.0キロメートル
- 関空泉州沖連絡橋橋梁灯（P5灯） 関空泉州沖連絡橋橋梁灯（C3灯）の北西方約520メートル
- 関空泉州沖連絡橋橋梁灯（P6灯） 関空泉州沖連絡橋橋梁灯（C2灯）の北西方約230メートル
- 関空泉州沖連絡橋橋梁灯（P7灯） 関空泉州沖連絡橋橋梁灯（C3灯）の北西方約370メートル
- 関空泉州沖連絡橋橋梁灯（P8灯） 関空泉州沖連絡橋橋梁灯（C2灯）の北西方約77メートル
- 関空泉州沖連絡橋橋梁灯（P9灯） 関空泉州沖連絡橋橋梁灯（C3灯）の北西方約220メートル
- 関空泉州沖連絡橋橋梁灯（R2灯） 関空泉州沖連絡橋橋梁灯（C2灯）の南東方約61メートル
- 関空泉州沖連絡橋橋梁灯（R3灯） 関空泉州沖連絡橋橋梁灯（C3灯）の南東方約66メートル
- 此花大橋橋梁灯（C1灯） 大阪府大阪港大阪区内（大阪南防波堤灯台の北北東方約3.4キロメートル）
- 此花大橋橋梁灯（C2灯） 大阪府大阪港大阪区内（大阪南防波堤灯台の北北東方約3.4キロメートル）
- 此花大橋橋梁灯（L1灯） 此花大橋橋梁灯（C1灯）の西方約130メートル
- 此花大橋橋梁灯（L2灯） 此花大橋橋梁灯（C2灯）の西方約130メートル
- 此花大橋橋梁灯（P1灯） 此花大橋橋梁灯（C1灯）の西方約150メートル
- 此花大橋橋梁灯（P2灯） 此花大橋橋梁灯（C2灯）の西方約150メートル
- 此花大橋橋梁灯（P3灯） 此花大橋橋梁灯（C1灯）の東方約150メートル
- 此花大橋橋梁灯（P4灯） 此花大橋橋梁灯（C2灯）の東方約150メートル
- 此花大橋橋梁灯（R1灯） 此花大橋橋梁灯（C1灯）の東方約130メートル
- 此花大橋橋梁灯（R2灯） 此花大橋橋梁灯（C2灯）の東方約130メートル
- 神崎川橋橋梁灯（C1灯） 大阪府大阪港大阪区内（大阪常吉防波堤灯台の北北東方約1.5キロメートル）
- 神崎川橋橋梁灯（C2灯） 大阪府大阪港大阪区内（大阪常吉防波堤灯台の北北東方約1.6キロメトル）
- 神崎川橋橋梁灯（L1灯） 神崎川橋橋梁灯（C1灯）の北北西方約56メートル
- 神崎川橋橋梁灯（L2灯） 神崎川橋橋梁灯（C2灯）の北北西方約55メートル
- 神崎川橋橋梁灯（P10灯） 神崎川橋橋梁灯（C2灯）の南南東方約310メートル
- 神崎川橋橋梁灯（P11灯） 神崎川橋橋梁灯（C1灯）の南南東方約380メートル
- 神崎川橋橋梁灯（P12灯） 神崎川橋橋梁灯（C2灯）の南南東方約400メートル
- 神崎川橋橋梁灯（P13灯） 神崎川橋橋梁灯（C1灯）の南南東方約480メートル
- 神崎川橋橋梁灯（P14灯） 神崎川橋橋梁灯（C2灯）の南南東方約500メートル
- 神崎川橋橋梁灯（P15灯） 神崎川橋橋梁灯（C1灯）の南南東方約570メートル
- 神崎川橋橋梁灯（P16灯） 神崎川橋橋梁灯（C2灯）の南南東方約590メートル
- 神崎川橋橋梁灯（P17灯） 神崎川橋橋梁灯（C1灯）の南南東方約660メートル
- 神崎川橋橋梁灯（P18灯） 神崎川橋橋梁灯（C2灯）の南南東方約680メートル
- 神崎川橋橋梁灯（P19灯） 神崎川橋橋梁灯（C1灯）の南南東方約760メートル
- 神崎川橋橋梁灯（P1灯） 神崎川橋橋梁灯（C1灯）の北北西方約160メートル
- 神崎川橋橋梁灯（P20灯） 神崎川橋橋梁灯（C2灯）の南南東方約780メートル
- 神崎川橋橋梁灯（P21灯） 神崎川橋橋梁灯（C1灯）の南南東方約850メートル
- 神崎川橋橋梁灯（P22灯） 神崎川橋橋梁灯（C2灯）の南南東方約870メートル
- 神崎川橋橋梁灯（P23灯） 神崎川橋橋梁灯（C1灯）の南南東方約950メートル
- 神崎川橋橋梁灯（P24灯） 神崎川橋橋梁灯（C2灯）の南南東方約970メートル
- 神崎川橋橋梁灯（P2灯） 神崎川橋橋梁灯（C2灯）の北北西方約140メートル
- 神崎川橋橋梁灯（P3灯） 神崎川橋橋梁灯（C1灯）の北北西方約85メートル
- 神崎川橋橋梁灯（P4灯） 神崎川橋橋梁灯（C2灯）の北北西方約67メートル
- 神崎川橋橋梁灯（P5灯） 神崎川橋橋梁灯（C1灯）の南南東方約65メートル
- 神崎川橋橋梁灯（P6灯） 神崎川橋橋梁灯（C2灯）の南南東方約84メートル
- 神崎川橋橋梁灯（P7灯） 神崎川橋橋梁灯（C1灯）の南南東方約160メートル
- 神崎川橋橋梁灯（P8灯） 神崎川橋橋梁灯（C2灯）の南南東方約180メートル
- 神崎川橋橋梁灯（P9灯） 神崎川橋橋梁灯（C1灯）の南南東方約290メートル
- 神崎川橋橋梁灯（R1灯） 神崎川橋橋梁灯（C1灯）の南南東方約54メートル
- 神崎川橋橋梁灯（R2灯） 神崎川橋橋梁灯（C2灯）の南南東方約56メートル
- 泉大津大橋橋梁灯（C1灯） 大阪府大阪港堺泉北区内（泉北大津東防波堤灯台の東南東方約　1.4キロメートル）
- 泉大津大橋橋梁灯（C1灯） 大阪府大阪港堺泉北区内（泉北大津東防波堤灯台の東南東方約1.4キロメートル）
- 泉大津大橋橋梁灯（C2灯） 大阪府大阪港境泉北区内（泉北大津東防波堤灯台の東南東方約1.4キロメートル）
- 泉大津大橋橋梁灯（C2灯） 大阪府大阪港堺泉北区内（泉北大津東防波堤灯台の東南東方約1.4キロメートル）
- 泉大津大橋橋梁灯（L1灯） 泉大津大橋橋梁灯（C1灯）の南東方約50メートル
- 泉大津大橋橋梁灯（L1灯） 泉大津大橋橋梁灯（C1灯）の南東方約50メートル
- 泉大津大橋橋梁灯（L2灯） 泉大津大橋橋梁灯（C2灯）の南東方約50メートル
- 泉大津大橋橋梁灯（L2灯） 泉大津大橋橋梁灯（C2灯）の南東方約50メートル
- 泉大津大橋橋梁灯（R1灯） 泉大津大橋橋梁灯（C1灯）の北西方約50メートル
- 泉大津大橋橋梁灯（R1灯） 泉大津大橋橋梁灯（C1灯）の北西方約50メートル
- 泉大津大橋橋梁灯（R2灯） 泉大津大橋橋梁灯（C2灯）の北西方約50メートル
- 泉大津大橋橋梁灯（R2灯） 泉大津大橋橋梁灯（C2灯）の北西方約50メートル
- 大阪港大橋橋梁灯（C1灯） 大阪府大阪港大阪区内（大阪南海岸通り船だまり波除堤南灯台の南東方約790メートル）
- 大阪港大橋橋梁灯（C2灯） 大阪府大阪港大阪区内（大阪南海岸通り船だまり波除堤南灯台の南東方約820メートル）
- 大阪港大橋橋梁灯（L1灯） 大阪港大橋橋梁灯（C1灯）の北北東方約140メートル
- 大阪港大橋橋梁灯（L2灯） 大阪港大橋橋梁灯（C2灯）の北北東方約140メートル
- 大阪港大橋橋梁灯（P1灯） 大阪港大橋橋梁灯（C1灯）の南南西方約250メートル
- 大阪港大橋橋梁灯（P2灯） 大阪港大橋橋梁灯（C2灯）の南南西方約250メートル
- 大阪港大橋橋梁灯（R1灯） 大阪港大橋橋梁灯（C1灯）の南南西方約140メートル
- 大阪港大橋橋梁灯（R2灯） 大阪港大橋橋梁灯（C2灯）の南南西方約140メートル
- 大阪北港連絡橋橋梁灯（A1灯） 大阪北港連絡橋橋梁灯（C1灯）の西方約150メートル
- 大阪北港連絡橋橋梁灯（A2灯） 大阪北港連絡橋橋梁灯（C2灯）の西方約150メートル
- 大阪北港連絡橋橋梁灯（B1灯） 大阪北港連絡橋橋梁灯（C1灯）の西方約130メートル
- 大阪北港連絡橋橋梁灯（B2灯） 大阪北港連絡橋橋梁灯（C2灯）の西方約130メートル
- 大阪北港連絡橋橋梁灯（C1灯） 大阪府大阪港大阪区内（大阪港レーダ塔灯台の北北西方約2.0キロメートル）
- 大阪北港連絡橋橋梁灯（C2灯） 大阪府大阪港大阪区内（大阪港レーダ塔灯台の北北西方約2.0キロメートル）
- 大阪北港連絡橋橋梁灯（D1灯） 大阪北港連絡橋橋梁灯（C1灯）の東方約130メートル
- 大阪北港連絡橋橋梁灯（D2灯） 大阪北港連絡橋橋梁灯（C2灯）の東方約130メートル
- 大阪北港連絡橋橋梁灯（E1灯） 大阪北港連絡橋橋梁灯（C1灯）の東方約150メートル
- 大阪北港連絡橋橋梁灯（E2灯） 大阪北港連絡橋橋梁灯（C2灯）の東方約150メートル
- 大阪北港連絡橋橋梁灯（L1灯） 大阪北港連絡橋橋梁灯（C1灯）の西方約130メートル
- 大阪北港連絡橋橋梁灯（L2灯） 大阪北港連絡橋橋梁灯（C2灯）の西方約130メートル
- 大阪北港連絡橋橋梁灯（P1灯） 大阪北港連絡橋橋梁灯（C1灯）の西方約150メートル
- 大阪北港連絡橋橋梁灯（P2灯） 大阪北港連絡橋橋梁灯（C2灯）の西方約150メートル
- 大阪北港連絡橋橋梁灯（P3灯） 大阪北港連絡橋橋梁灯（C1灯）の東方約150メートル
- 大阪北港連絡橋橋梁灯（P4灯） 大阪北港連絡橋橋梁灯（C2灯）の東方約150メートル
- 大阪北港連絡橋橋梁灯（R1灯） 大阪北港連絡橋橋梁灯（C1灯）の東方約130メートル
- 大阪北港連絡橋橋梁灯（R2灯） 大阪北港連絡橋橋梁灯（C2灯）の東方約130メートル
- 中島川橋橋梁灯（C1灯） 大阪府大阪港大阪区内（大阪常吉防波堤灯台の北方約2.3キロメートル）
- 中島川橋橋梁灯（C2灯） 大阪府大阪港大阪区内（大阪常吉防波堤灯台の北方約2.3キロメートル）
- 中島川橋橋梁灯（L1灯） 中島川橋橋梁灯（C1灯）の北西方約67メートル
- 中島川橋橋梁灯（L2灯） 中島川橋橋梁灯（C2灯）の北西方約68メートル
- 中島川橋橋梁灯（P10灯） 中島川橋橋梁灯（C2灯）の南東方約340メートル
- 中島川橋橋梁灯（P1灯） 中島川橋橋梁灯（C1灯）の北西方約81メートル
- 中島川橋橋梁灯（P2灯） 中島川橋橋梁灯（C2灯）の北西方約78メートル
- 中島川橋橋梁灯（P3灯） 中島川橋橋梁灯（C1灯）の南東方約78メートル
- 中島川橋橋梁灯（P4灯） 中島川橋橋梁灯（C2灯）の南東方約81メートル
- 中島川橋橋梁灯（P5灯） 中島川橋橋梁灯（C1灯）の南東方約160メートル
- 中島川橋橋梁灯（P6灯） 中島川橋橋梁灯（C2灯）の南東方約170メートル
- 中島川橋橋梁灯（P7灯） 中島川橋橋梁灯（C1灯）の南東方約250メートル
- 中島川橋橋梁灯（P8灯） 中島川橋橋梁灯（C2灯）の南東方約250メートル
- 中島川橋橋梁灯（P9灯） 中島川橋橋梁灯（C1灯）の南東方約340メートル
- 中島川橋橋梁灯（R1灯） 中島川橋橋梁灯（C1灯）の南東方約68メートル
- 中島川橋橋梁灯（R2灯） 中島川橋橋梁灯（C2灯）の南東方約67メートル
- 天保山大橋橋梁灯（C1灯） 大阪府大阪港大阪区内（大阪北海岸通り船だまり波除堤北灯台の北東方約740メートル）
- 天保山大橋橋梁灯（C2灯） 大阪府大阪港大阪区内（大阪北海岸通り船だまり波除堤北灯台の北東方約770メートル）
- 天保山大橋橋梁灯（L1灯） 天保山大橋橋梁灯（C1灯）の北西方約66メートル
- 天保山大橋橋梁灯（L2灯） 天保山大橋橋梁灯（C2灯）の北西方約66メートル
- 天保山大橋橋梁灯（P2灯） 天保山大橋橋梁灯（C2灯）の南東方約150メートル
- 天保山大橋橋梁灯（R1灯） 天保山大橋橋梁灯（C1灯）の南東方約66メートル
- 天保山大橋橋梁灯（R2灯） 天保山大橋橋梁灯（C2灯）の南東方約66メートル
- 夢洲舞洲連絡橋橋梁灯（C1灯） 大阪府大阪港大阪区（夢洲舞洲連絡橋西側面中央）
- 夢洲舞洲連絡橋橋梁灯（C2灯） 大阪府大阪港大阪区（夢洲舞洲連絡橋東側面中央）
- 夢洲舞洲連絡橋橋梁灯（L1灯） 夢洲舞洲連絡橋橋梁灯（C1灯）の北北東方約70メートル
- 夢洲舞洲連絡橋橋梁灯（L2灯） 夢洲舞洲連絡橋橋梁灯（C2灯）の北北東方約70メートル
- 夢洲舞洲連絡橋橋梁灯（R1灯） 夢洲舞洲連絡橋橋梁灯（C1灯）の南南西方約70メートル
- 夢洲舞洲連絡橋橋梁灯（R2灯） 夢洲舞洲連絡橋橋梁灯（C2灯）の南南西方約70メートル

## 橋梁標
- 関空泉州沖連絡橋橋梁標（C2標） 阪南港泉佐野沖防波堤灯台（大阪府泉佐野市）の西南西方約3.8キロメートル
- 関空泉州沖連絡橋橋梁標（C3標） 阪南港泉佐野沖防波堤灯台（大阪府泉佐野市）の西南西方約3.7キロメートル
- 関空泉州沖連絡橋橋梁標（L2標） 関空泉州沖連絡橋橋梁標（C2標）の北西方約63メートル
- 関空泉州沖連絡橋橋梁標（L3標） 関空泉州沖連絡橋橋梁標（C3標）の北西方約66メートル
- 関空泉州沖連絡橋橋梁標（R2標） 関空泉州沖連絡橋橋梁標（C2標）の南東方約66メートル
- 関空泉州沖連絡橋橋梁標（R3標） 関空泉州沖連絡橋橋梁標（C3標）の南東方約63メートル
- 中島川橋橋梁標（C1標） 大阪府大阪港大阪区内（大阪常吉防波堤灯台の北方約2.3キロメートル）
- 中島川橋橋梁標（C2標） 大阪府大阪港大阪区内（大阪常吉防波堤灯台の北方約2.3キロメートル）
- 中島川橋橋梁標（L1標） 中島川橋橋梁標（C1標）の北西方約66メートル
- 中島川橋橋梁標（L2標） 中島川橋橋梁標（C2標）の北西方約70メートル
- 中島川橋橋梁標（R1標） 中島川橋橋梁標（C1標）の南東方約70メートル
- 中島川橋橋梁標（R2標） 中島川橋橋梁標（C2標）の南東方約66メートル

## その他
- 関空泉州港タンカーバース灯 大阪府泉州港内（関空泉州港海上アクセス基地西防波堤灯台の南南西方約3.5キロメートル）
- 関西国際空港A滑走路南進入灯施設先端灯 阪南港泉佐野沖防波堤北灯台（大阪府泉佐野市）の西南西方約9.2キロメートル
- 関西国際空港A滑走路北進入灯施設先端灯 阪南港泉佐野沖防波堤北灯台（大阪府泉佐野市）の西方約4.8キロメートル
- 関西国際空港B滑走路南進入灯施設灯 関空泉州港海上アクセス基地西防波堤灯台（大阪府泉佐野市）の西南西方約6.0キロメートル
- 関西国際空港B滑走路北進入灯施設灯 関空泉州港海上アクセス基地西防波堤灯台（大阪府泉佐野市）の北西方約1.5キロメートル
- 関西国際空港西方気象観測塔灯 関空泉州港海上アクセス基地西防波堤灯台（大阪府泉佐野市）の西南西方約5.7キロメートル
- 関西泉州沖空港島タンカーバース灯 阪南港泉佐野沖防波堤灯台（大阪府泉佐野市）の西南西方約7.7キロメートル
- 泉大津沖埋立処分場2号灯 大阪府大阪港堺泉北区内（泉北大津南防波堤灯台の南西方約1.9キロメートル）
- 大阪港波浪観測塔灯 大阪府大阪港大阪区内（大阪南港南防波堤灯台の南南西方約2.1キロメートル）
- 大阪航空局岸和田沖NDB海上架台灯 阪南港岸和田新西防波堤北灯台（大阪府岸和田市）の西方約2.0キロメートル
- 大阪航空局岸和田沖無線方位信号所 阪南港岸和田新西防波堤北灯台（大阪府岸和田市）の西方約2.0キロメートル（大阪航空局岸和田沖NDB海上架台上）
- 大阪航空局南進入灯施設先端灯 阪南港泉佐野沖防波堤灯台（大阪府泉佐野市）の西南西方約9.2キロメートル
- 大阪航空局北進入灯施設先端灯 阪南港泉佐野沖防波堤灯台（大阪府泉佐野市）の西方約4.8キロメートル
- 大阪咲洲船舶通航信号所 大阪府大阪市（咲洲）
- 大阪市大阪北港南A灯 大阪府大阪港大阪区（大阪北防波堤灯台の西方約380メートル）
- 大阪市大阪北港南C灯 大阪府大阪港大阪区内（大阪北防波堤灯台の北方約180メートル）
- 大阪市大阪北港南I灯 大阪府大阪港大阪区内（大阪北防波堤灯台の北東方約1.5キロメートル）
- 大阪内港船舶通航信号所 大阪府大阪市（大阪灯台から東南東方約1.9キロメートル）
- 大阪南港船舶通航信号所 大阪府大阪市（大阪灯台から南東方約3.2キロメートル）
- 大阪府淡輪港南測量台灯 大阪府淡輪港内（淡輪港西防波堤灯台の東方約440メートル）
- 大阪府淡輪港北測量台灯 大阪府淡輪港内（淡輪港西防波堤灯台の東方約470メートル）